# Felise Fata
Felise Joshua Fata (* 23. Januar 2006 in Pago Pago) ist ein amerikanisch-samoanischer Fußballspieler auf der Position eines Torwarts, der im Jahr 2024 erstmals im Kader der amerikanisch-samoanischen Fußballnationalmannschaft stand. Mit seinem Verein Royal Puma FC nahm er an der OFC Champions League 2025 teil.

## Karriere
Felise Fata wurde am 23. Januar 2006 in der amerikanisch-samoanischen Hauptstadt Pago Pago geboren. Während seiner Schulzeit trat er für das Fußballteam der Samoana High School in Erscheinung. Auf Vereinsebene spielte er anfangs für den Erstligisten PanSa East FC und wechselte in weiterer Folge zum Ligakonkurrenten Royal Puma FC. Mit diesem Team nahm er an der OFC Champions League 2025 teil. Im ersten Vorrundenspiel, einer 0:4-Niederlage gegen den Vaipuna SC aus Samoa, war er noch Ersatztorhüter ohne Einsatz. Sein internationales Debüt für den Klub gab er am 12. Februar 2025 im zweiten Spiel gegen den Tupapa Maraerenga FC von den Cookinseln. Beim 3:3-Remis stand er in der Startelf, erhielt dabei alle drei Gegentreffer und wurde zur Halbzeit durch Routinier Nicky Salapu ersetzt.
Bereits zwei Jahre zuvor hatte Fata internationale Erfahrung gesammelt, als er im Januar 2023 mit der amerikanisch-samoanischen U-17-Nationalmannschaft an der U-17-Ozeanienmeisterschaft 2023 teilnahm. Dabei kam er in beiden Gruppenspielen seiner Mannschaft zum Einsatz. Bei der klaren 0:11-Niederlage gegen die Alterskollegen aus Neuseeland kam er in der 49. Spielminute beim Stand von 0:5 auf den Rasen und musste in weiterer Folge noch sechs Gegentreffer hinnehmen. Drei Tage später war er bei der ebenso klaren 0:7-Pleite gegen Alterskollegen aus Neukaledonien nur uneingesetzter Ersatz.
Im April 2024 nahm er mit der U-19-/U-20-Auswahl Amerikanisch-Samoas an der Qualifikation zur U-19-Ozeanienmeisterschaft 2024 teil. Dabei war er in allen drei Begegnungen gegen Vanuatu, die Cookinseln und Tonga Stammtorhüter Amerikanisch-Samoas.
Im September 2024 schaffte der damals 18-Jährige den Sprung in die A-Nationalmannschaft von Amerikanisch-Samoa und nahm mit dem Team an der OFC-Qualifikation zur Weltmeisterschaft 2026 teil. Beim Spiel der ersten Runde gegen Samoa saß Fata ohne Einsatz auf der Bank und musste dem Routinier Nicky Salapu, hinter dem er bislang auch im Verein nur die Nummer 2 ist, den Vortritt lassen. Für die Mannschaft bedeutete die 0:2-Niederlage in diesem Spiel das vorzeitige Ausscheiden aus der Qualifikation.